# アナトリー・コルヌコフ
アナトリー・コルヌコフ（Anatoly Kornukov、ロシア：Анатолий Михайлович Корнуков、1942年1月10日 - 2014年7月1日）は元ロシア空軍総司令官。